# The Sun and Her Flowers
A obra O que o sol faz com as flores (The Sun and Her Flowers), foi publicado em 2017 e é uma coletânea de poemas escrito pela mesma autora de Outros jeitos de usar a boca (Milk and Honey) Rupi Kaur, poeta feminista contemporânea que traz em suas produções temas como abuso, feminilidade, amor, corações partidos e empoderamento.
Nesta obra, além dos  poemas há a presença de desenhos feitos pela própria Rupi Kaur que dialogam muito bem com as palavras, tanto no sentido de complementar o texto quanto de possibilitar outras interpretações. Nesse sentido, é importante destacar que os poemas presentes no livro não só tratam de assuntos distintos, como também possuem estruturas diferentes, sendo uns de mais de uma folha e outros de apenas uma frase. Outro ponto que podemos perceber nos poemas de Rupi é a padronização das letras, pois todas são minúsculas,assim não havendo maiores e  menores.
O livro está dividido em cinco capítulos: murchar, cair, enraizar, crescer e florescer. No primeiro capitulo estão poemas que falam sobre desilusão amorosa e perda; no segundo estão presentes temas como abuso e dor; já no terceiro é abordado assuntos de partidas, mudanças e família; o quarto capitulo que tem como tema florescer traz poemas que falam sobre encontros e amor; por fim, o último capítulo aborda questões de ancestralidade e de empoderamento feminino.

## Trecho da Obra
essa é a receita da vida
minha mãe disse
me abraçando enquanto eu chorava
pense nas flores que você planta
a cada ano no jardim elas nos ensinam
que as pessoas
também murcham
caem
criam raiz
crescem
para florescer no final
E assim que o ciclo acabar 

Elas morrerem.